# Михаил Варелас
Михаил Варелас (на гръцки: Μιχαήλ Βαρελάς), e гръцка учител и деец на Гръцката въоръжена пропаганда.

## Биография
Роден е в 1886 година в семейството на Христос Варелас и Екатерини Варела, видно гъркоманско семейство от южномакедонския град Енидже Вардар, тогава в Османската империя, днес Яница в Гърция. За прогръцка дейност майка му и баща му са убити от български дейци в дома им на 6 януари 1906 година. Михаил Варелас учи в гръцкото педагогическо училище в Солун, издържан от Ениджевардарската гръцка община.
След завършване на образованието си Михаил Варелас става гръцки учител в Ениджевардарско и същевременно деец на гръцката революционна организация, като агент от трети ред. Варелас осигурява информация и куриерски услуги на гръцките чети, пренася боеприпаси и оръжие, укрива нелегални гръцки дейци.
По-късно Михаил Варелас продължава учителската си кариера, като преподава в родния си край до смъртта си в 1935 година.